# Республика Абхазия (газета)
«Республика Абхазия» — абхазская общественно-политическая газета, выходящая на русском языке с сентября 1991 года. Является печатным органом Народного собрания Абхазии (с 1991 года) и Кабинета министров Абхазии (с 2012 года).

## История
Создана в 1991 году на фоне обострения грузино-абхазского конфликта, когда редакционный коллектив газеты «Советская Абхазия» раскололся на абхазскую и грузинскую части, которые стали выпускать газеты «Республика Абхазия» и «Панорама Абхазии» соответственно. Газета «Республика Абхазия» образована решением президиума Верховного совета Абхазии в августе 1991 года.
В 2021 году вместе с газетой «Апсны» и информагентством «Апсныпресс» включена в состав медиахолдинга «Апснымедиа».

## Описание
Газета выступала за независимость Абхазии, во время грузино-абхазской войны поддерживала абхазские власти и распространялась на Гумистинском и Восточном фронтах. В настоящее время освещает общественно-политические, культурные, спортивные, экономические и иные события.
При создании выходила тиражом 50 тысяч экземпляров, во время войны тираж составлял тысячу экземпляров, позднее — 3 тысячи экземпляров, на 2022 год — 1,5 тысячи экземпляров. При создании выходила в формате А2, позднее — в формате А3.
В газете работали В. В. Шария (заместитель главного редактора), В. Ш. Аршба (заведующий отделом), А. Ф. Авидзба и другие.

## Главные редакторы
- 1991—2011: Виталий Зиевич Чамагуа
- 2011—2015: Сергей Иосифович Саркисян
- 2015—2022: Юрий Артёмович Кураскуа
- 2022—н. в.: Артавазд Айкович Сареця[3]